# Martin Clemens
Martin Clemens (ur. 17 kwietnia 1915 w Aberdeen, zm. 31 maja 2009) – brytyjski administrator kolonialny i żołnierz. Pod koniec 1941 r. i na początku 1942 r., w czasie służby jako District Officer na Wyspach Salomona, pomógł przygotować teren dla ewentualnego ruchu oporu przeciwko japońskiej okupacji.
Jako strażnik wybrzeża poinformował aliantów o japońskich planach budowy lotniska na Guadalcanalu. To spowodowało amerykańskie ataki lotniskowców i ostateczne lądowanie Amerykanów na wyspie. W trakcie kampanii Clemens pełnił służbę wywiadowczą dla US Marines.

## Wczesne życie
Martin Clemens został urodzony w Aberdeen w Szkocji. Jego ojcem był muzyk, Warren Clemens. W latach 1933–1937 Clemens studiował agrokulturę i historię naturalną na Christ’s College.

## Wczesna kariera
W 1938 r. Clemens dołączył do Colonial Service i został wysłany do Protektoratu Brytyjskich Wysp Salomona (British Solomon Islands Protectorate, BSIP). Służył tam trzy lata jako kadet na Malaicie i w 1941 r. został awansowany do rangi District Officer. W związku z nadchodzącą wojną na Pacyfiku, Clemens zaciągnął się do British Solomon Islands Protectorate Defence Force, gdzie otrzymał rangę kapitana. Po krótkiej przerwie w Australii, Clemens powrócił na Wyspy Salomona na statku wysłanym w celu ewakuacji Europejczyków i Chińczyków z Guadalcanalu.

## II wojna światowa
Odpowiedzialny za prawie 15 tysięcy obywateli i innych ludzi na Guadalcanalu, District Officer Clemens służył również jako strażnik wybrzeża. Japończycy planowali przeciąć szlaki komunikacyjne między Stanami Zjednoczonymi, a Australią i Nową Zelandią, poprzez budowę lotniska na Guadalcanalu. Kiedy żołnierze rozpoczęli budowę pasa, Clemens zawiadomił o tym aliantów przez radio.
W tym czasie właściciele plantacji palm kokosowych odlecieli z Guadalcanalu w panice, porzucając tubylczych pracowników z sąsiednich wysp, którzy zostali repatriowani przez Clemensa. Następnie Clemens zbudował stację radiową i ustanowił zadania strażników wybrzeża. Jako że był oficerem komisyjnym, nie otrzymał żadnego wsparcia ze strony wojska, a nawet nie miał munduru. Kiedy Japończycy zajęli wyspę Tulagi na początku maja, rozpoczęli poszukiwania Clemensa i innych strażników wybrzeża: Donalda S. Macfarlana, Kennetha D. Haya, Hugh A. Mackenziego, Leifa Schroedera i F. Ashtona Roadesa. W czerwcu Japończycy rozpoczęli budowę pasa startowego na Guadalcanalu, izolując Clemensa i zmuszając go do prowadzenia swoich działań z enklaw w górach. Clemens, na swojej otoczonej dżunglą górze, grał z okupantami w niebezpieczną grę w chowanego. On i jego mały oddział strażników posiadali niewielkie ilości jedzenia, zaopatrzenia i baterii do radia. Bosy Clemens dzielił ubóstwo ze swoimi strażnikami. Jego buty się rozpadły.
Guadalcanal stał się miejscem pierwszej głównej ofensywy lądowej przeciwko Japończykom na Południowym Pacyfiku. W czasie amerykańskiej inwazji na Guadalcanal, Clemens i jego żołnierze otrzymali rozkaz dołączenia do Marines w Lunga 13 sierpnia. Współpraca pomiędzy Clemensem i Marines uczyniło go głównym współpracownikiem na wyspie. Generał major Alexander Vandergrift dał Clemensowi „całkowitą odpowiedzialnością za lokalną administrację i wywiad poza granicami”. Clemens i jego strażnicy udzielili Marines ogromnej pomocy podczas ich ciągłych ataków na Japońskie posiłki i raportowaniem o pozycji nieprzyjaciela.

## Po wojnie
Za swoją służbę otrzymał Military Cross 15 grudnia 1942 r. i w 1944 r. Legię Zasługi. 1 Dywizja Piechoty Morskiej odznaczyła również go pamiątkowym medalem Faciat Georgius, który sam pomógł zaprojektować.
Po wojnie Clemens służył w Palestynie w latach 1946–1947 oraz na Cyprze w latach 1948–1949, powracając na Cypr w 1951 r. jako District Commissioner, którą to rolę pełnił do 1957 r. W latach 1959–1960 był sekretarzem obrony. Po pobycie w Birmie i Sarawak przeprowadził się do Australii, gdzie mieszkała jego żona, Anne. Jego późniejsza kariera kolonialna doprowadziła go do zostania Oficerem Orderu Imperium Brytyjskiego w 1956 r. i Komandorem tegoż orderu w 1960 r.

## Życie prywatne
Martin Clemens ożenił się z Anne Turnbull w 1948 roku. Mieli czworo dzieci. Clemens został obywatelem Australii w 1961 roku. W 1993 r. został Członkiem Orderu Australii.